# Juan Suñé Benages
Juan Suñé Benages (h. 1865 - 1937), cervantista español.

## Obra
Junto con Juan Givanel y Mas, preparó el último tomo, el sexto, que quedó pendiente de la edición crítica del Quijote de Clemente Cortejón a la muerte de este en 1911. Ha quedado inédito su trabajo «Los errores y profanaciones cometidos con el texto del Quijote», citado en la Bibliografía crítica de ediciones del «Quijote» impresas desde 1605 hasta 1917, recopiladas y descritas por Juan Suñé Benages y Juan Suñé Fonbuena, continuada hasta 1937 por el primero de los citados autores y ahora redactada por J. D. M. Ford y C. T. Keller (Cambridge, Massachusetts: Harvard University Press, 1939).